# Borja Toranzo
Francisca Borja Toranzos y Acosta (o Borjas Toranzo) fue una destacada filántropa y patriota sanjuanina, una de los principales colaboradoras del general José de San Martín para el aprovisionamiento del Ejército de los Andes. Es considerada por algunos «una de las mujeres más importantes de la historia sanjuanina»

## Biografía
Borja Toranzos nació el 10 de octubre de 1759 en la ciudad de San Juan, Corregimiento de Cuyo, territorio en ese entonces integrante del Imperio Español, hija del Maestre de campo Pedro Toranzos y Juliana Acosta, una familia de sólida posición económica y social.
Al producirse la Revolución de Mayo de 1810 adhirió como su familia al movimiento emancipador y al levantarse una suscripción pública que se levantó en la Intendencia de Cuyo para la compra de armas destinadas al Ejército del Norte, Borja Toranzo fue de las primeras damas patriotas que se sumaron a la iniciativa contribuyendo con la suma de 4 pesos fuertes el 1 de agosto de 1812.
En la preparación del Ejército de los Andes el aporte popular para cubrir las necesidades de transporte, abrigo y víveres para las tropas fueron significativas. En junio de 1815 Borja Toranzo entregó a la comisión encargada de recibir los donativos sus alhajas y la suma de 111 pesos 5 reales.
El aporte no fue sólo monetario. Su casa se convirtió en el lugar de reunión para las patricias sanjuaninas que cosieron con sus propias manos buena parte de los uniformes para los soldados del ejército que liberarían Chile.

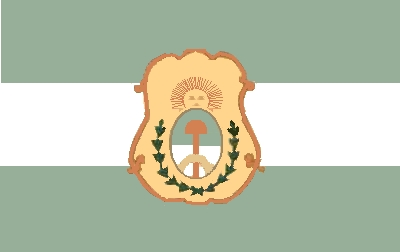
Bandera de la División Cabot del Ejército de los Andes.

En 1816, al organizarse en San Juan la IV División del Ejército de los Andes al mando del comandante Juan Manuel Cabot, las damas sanjuaninas decidieron bordar la bandera de la nueva unidad patriota. Donados los elementos necesarios para su confección por José Rudecindo Rojo, Borja Toranzo reunió en su casa a las ciudadanas Jacinta Angulo de Rojo, esposa de José Rudecindo Rojo, y Félix de la Roza de Junco, hermana del gobernador José Ignacio de la Roza. En su propio bastidor fue así bordada la llamada "Bandera Ciudadana" que, tras ser bendecida por el presbítero José de Oro, encabezó la marcha de la IV división que al mando de Cabot tomó parte del Cruce de los Andes por el norte (Paso de Guana) contra la provincia de Coquimbo.
Finalizada la guerra, Borja Toranzo continuó destacando en la sociedad sanjuanina por sus obras de beneficencia y «su casa fue hogar de muchas familias que no tenían dónde pasar sus días».
En 1835, destruido el cementerio de Santa Ana por una violenta creciente del río San Juan e imposibilitadas las iglesias de la ciudad de recibir ya los restos de los fallecidos, el gobernador Martín Yanzón proyectó realizar el Cementerio de la Capital, cuya concreción fue sólo posible gracias a la donación de los terrenos por Borja Toranzo.
Borja Toranzo distribuyó en vida fincas y parte de sus bienes a sus seis servidores, dos de los cuales decidieron quedarse a su lado hasta su muerte.
Falleció el 30 de octubre de 1847 a los 88 años de edad, siendo sepultada en el Cementerio de la Capital, tumba que fue declarada por el gobierno de la ciudad Monumento Histórico Municipal. Una calle de la capital sanjuanina lleva su nombre.
Francisca Borja Toranzos se casa, siendo viuda del Capitán Marcos Cano y Sarmiento, con el entonces alférez real Estanislao de Zavalla y Zavala, el 15/9/1783. Era el segundo matrimonio de Zavalla, quien tenía incluso varios hijos de su primera esposa, Josefa Frías. Toranzo enviudó al poco tiempo debiendo criar a sus hijastros además de tres hijos propios: Pedro José, Matías y Juana Agustina Zavalla Toranzo.
Su hijo Pedro José Zavalla fue diputado de la primera Legislatura Provincial y su hijo Matías quien se dedicó con éxito al comercio y labró una importante fortuna en la ciudad de Buenos Aires con la industrialización y exportación de grasas, de aceites, y en la comercialización de bienes raíces, donó al morir los fondos necesarios para construir la escuela que, denominada inicialmente Escuela Fiscal N.º 8, en 1894 pasó a llamarse Matías Zavalla.